# Tata Aria
Tata Aria — индийский минивэн производства Tata Motors. Вытеснен с конвейера моделью Tata Hexa.

## История
Автомобиль Tata Aria впервые был представлен 5 января 2010 года на выставке Auto Expo в Дели. За основу была взята модель Tata Xover. За всю историю производства автомобиль Tata Aria комплектовался дизельным двигателем внутреннего сгорания Dicor. На шасси Tata Aria производился также концепт-кар Coupe с бензиновым двигателем внутреннего сгорания объёмом 1,6—2,0 литра, сборка состоялась в Италии. Производство завершилось в 2017 году. На смену Aria пришла модель Hexa с двигателем Varicor 400.

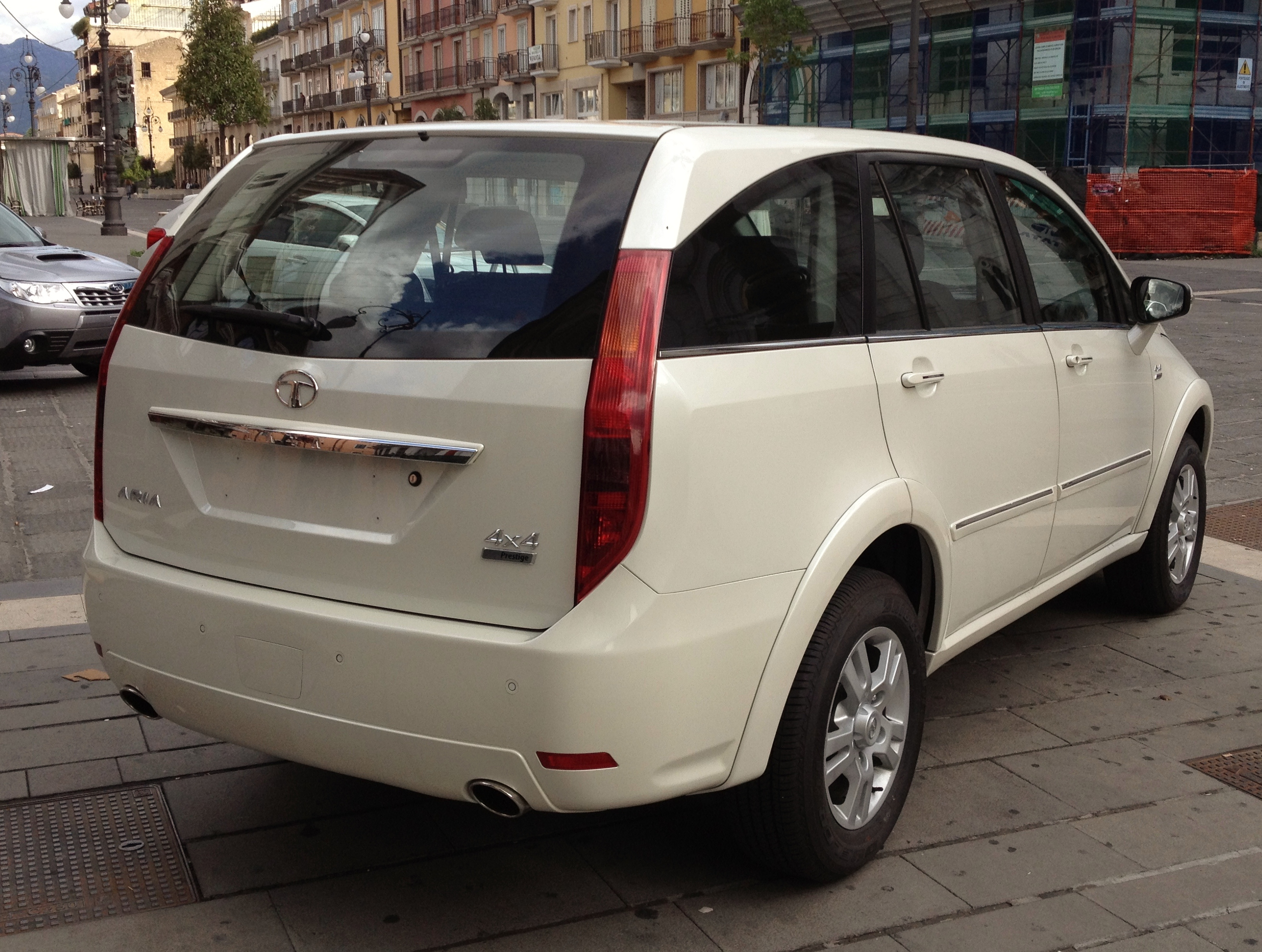
Вид сзади

Кузова автомобиля — минивэн и универсал. Автомобиль оборудован сенсорным экраном, многофункциональным рулевым колесом, шестью подушками безопасности, системой кондиционирования, ABS и ESP. Модель Tata Aria разработана совместно с Jaguar и Land Rover.

## Технические характеристики
| Максимальная скорость               | 170 км/ч                             |
| Разгон от 0 до 100 км/ч (62 миль/ч) | 14.92 с                              |
| Система питания                     | Common rail                          |
| Объём                               | 2179 cм3                             |
| Мощность                            | 150 л. с. (110 кВт) при 4000 об/мин  |
| Крутящий момент                     | 320 Н*м (236 фунтов) при 1700 об/мин |
| Клапаны                             | DOHC                                 |
| Количество и расположение цилиндров | 4, рядное                            |
| Тип топлива                         | Дизельное                            |